# So sánh các máy tính bảng Google Nexus
| Model             | Nexus 7                                                                                          | Nexus 7                                                                                          | Nexus 7 | Nexus 7 | Nexus 10 | Nexus 9 | Nexus 9 |
| Model             | Bản 2012                                                                                         | Bản 2012                                                                                         | Bản 2013 | Bản 2013 | Nexus 10 | Nexus 9 | Nexus 9 |
| Model             | Wi-Fi                                                                                            | Wi-Fi, cellular                                                                                  | Wi-Fi | Wi-Fi, cellular | Nexus 10 | Wi-Fi | Wi-Fi, cellular |
| ----------------- | ------------------------------------------------------------------------------------------------ | ------------------------------------------------------------------------------------------------ | --- | --- | --- | --- | --- |
| Nhà sản xuất      | Asus                                                                                             | Asus                                                                                             | Asus | Asus | Samsung Electronics | HTC | HTC |
| Tình trạng        | Ngưng sản xuất                                                                                   | Ngưng sản xuất                                                                                   | Đã phát hành | Đã phát hành | Đã phát hành | NA | NA |
| Ngày phát hành    | Tháng 7 2012                                                                                     | Tháng 11 2012                                                                                    | Tháng 7 2013 | Tháng 9 2013 | Tháng 11 2012 | NA | NA |
| Ngưng sản xuất    | 8 tháng 10 năm 2012 (bản 8 GB) 24 tháng 7 năm 2013                                               | 24 tháng 7 năm 2013                                                                              | NA | NA | NA | NA | NA |
| Hình ảnh          |                                                                                                  |                                                                                                  | | | | | |
| Phiên bản Android | 4.1 Jelly Bean                                                                                   | 4.1 Jelly Bean                                                                                   | 4.3 Jelly Bean | 4.3 Jelly Bean | 4.2 Jelly Bean | 5.0 Lollipop | 5.0 Lollipop |
| Có thể nâng cấp   | 5.0 Lollipop                                                                                     | 5.0 Lollipop                                                                                     | 5.0 Lollipop | 5.0 Lollipop | 5.0 Lollipop | NA | NA |
| Cập nhật cuối     | Tháng 6 2014                                                                                     | Tháng 6 2014                                                                                     | Tháng 6 2014 | Tháng 6 2014 | Tháng 6 2014 | NA | NA |
| Mạng di động      | NA                                                                                               | GSM 850/900/1800/1900 MHz UMTS 850/900/1700/1900/2100 MHz                                        | NA | GSM 850/900/1800/1900 MHz UMTS 850/900/1900/1700/2100 MHz LTE 700/750/850/1700/1800/1900/2100 MHz (Bản US) 800/850/1700/1800/1900/2100/2600 MHz (Bản quốc tế) | NA | NA | NA |
| Tốc độ dữ liệu    | NA                                                                                               | HSPA+                                                                                            | NA | HSPA+ | NA | NA | NA |
| Kích thước        | 198,5 mm (7,81 in) H 120 mm (4,7 in) W 10,5 mm (0,41 in) D                                       | 198,5 mm (7,81 in) H 120 mm (4,7 in) W 10,5 mm (0,41 in) D                                       | 200 mm (7,9 in) H 114 mm (4,5 in) W 8,65 mm (0,341 in) D                                                                              | 200 mm (7,9 in) H 114 mm (4,5 in) W 8,65 mm (0,341 in) D | 263,9 mm (10,39 in) H 177,6 mm (6,99 in) W 8,9 mm (0,35 in) D                                                                      | 228,25 mm (8,986 in) H 153,68 mm (6,050 in) W 7,95 mm (0,313 in) D                                                     | 228,25 mm (8,986 in) H 153,68 mm (6,050 in) W 7,95 mm (0,313 in) D                                                     |
| Nặng              | 340 g (12 oz)                                                                                    | 347 g (12,2 oz)                                                                                  | 290 g (10 oz) | 299 g (10,5 oz) | 603 g (21,3 oz) | 425 g (15,0 oz) | 436 g (15,4 oz) |
| Chip              | Nvidia Tegra 3 T30L                                                                              | Nvidia Tegra 3 T30L                                                                              | Qualcomm Snapdragon S4 Pro (APQ8064)                                                                                                  | Qualcomm Snapdragon S4 Pro (APQ8064) | Samsung Exynos 5250 | | |
| Bộ xử lý          | 1,2 GHz ARM Cortex-A9MP4 (lõi-tứ)                                                                | 1,2 GHz ARM Cortex-A9MP4 (lõi-tứ)                                                                | 1,5 GHz lõi-tứ Krait | 1,5 GHz lõi-tứ Krait | 1,7 GHz ARM Cortex-A15MP2 (lõi-kép)                                                                                                | NVIDIA Tegra K1 | NVIDIA Tegra K1 |
| Đồ họa            | Nvidia ULP GeForce @ 416 MHz                                                                     | Nvidia ULP GeForce @ 416 MHz                                                                     | Adreno 320 @ 400 MHz | Adreno 320 @ 400 MHz | Mali-T604 | Kepler GPU | Kepler GPU |
| RAM               | 1 GB                                                                                             | 1 GB                                                                                             | 2 GB | 2 GB | 2 GB | 2 GB | 2 GB |
| Bộ nhớ trong      | 8, 16 hoặc 32 GB                                                                                 | 32 GB                                                                                            | 16 hoặc 32 GB | 32 GB | 16 hoặc 32 GB | 16 hoặc 32 GB | 32 GB |
| Bộ nhớ mở rộng    | NA                                                                                               | NA                                                                                               | NA | NA | NA | NA | NA |
| Pin               | 4.325 mAh Pin lithium polymer rời                                                                | 4.325 mAh Pin lithium polymer rời                                                                | 3.950 mAh Pin lithium polymer rời | 3.950 mAh Pin lithium polymer rời | 9.000 mAh Pin lithium polymer rời                                                                                                  | 6,700 mAh Pin lithium polymer rời                                                                                      | 6,700 mAh Pin lithium polymer rời                                                                                      |
| Màn hình          | 7 in (180 mm) LED-backlit IPS LCD cảm ứng điện dung 1.280 x 800 pixels (216 ppi) tỉ lệ 16:10     | 7 in (180 mm) LED-backlit IPS LCD cảm ứng điện dung 1.280 x 800 pixels (216 ppi) tỉ lệ 16:10     | 7,02 in (178 mm) LED-backlit IPS LCD cảm ứng điện dung 1.920 x 1.200 pixels (323 ppi) tỉ lệ 16:10                                     | 7,02 in (178 mm) LED-backlit IPS LCD cảm ứng điện dung 1.920 x 1.200 pixels (323 ppi) tỉ lệ 16:10                                                             | 10,1 in (260 mm) Super PLS cảm ứng điện dung 2.560 x 1.600 pixels (300 ppi) tỉ lệ 16:10                                            | 8,9 in (230 mm) LED-backlit IPS LCD cảm ứng điện dung 2.048 x 1.536 pixels (287 ppi) tỉ lệ 4:3                         | 8,9 in (230 mm) LED-backlit IPS LCD cảm ứng điện dung 2.048 x 1.536 pixels (287 ppi) tỉ lệ 4:3                         |
| Máy ảnh chính     | NA                                                                                               | NA                                                                                               | 5 MP quay video 1080p | 5 MP quay video 1080p | 5 MP (2.592×1.936) với LED flash quay video 1080p @ 30 fps                                                                         | 8 MP LED flash | 8 MP LED flash |
| Máy ảnh trước     | 1,2 MP, quay video 720p @ 30 fps                                                                 | 1,2 MP, quay video 720p @ 30 fps                                                                 | 1,2 MP, quay video 720p @ 30 fps | 1,2 MP, quay video 720p @ 30 fps | 1,9 MP, quay video 720p @ 30 fps                                                                                                   | 1.6 MP | 1.6 MP |
| Định dạng media   | Âm thanh MP3, WAV, eAAC+, WMA Video H.263, H.264, MP4                                            | Âm thanh MP3, WAV, eAAC+, WMA Video H.263, H.264, MP4                                            | Âm thanh MP3, WAV, eAAC+, WMA Video H.263, H.264, MP4                                                                                 | Âm thanh MP3, WAV, eAAC+, WMA Video H.263, H.264, MP4 | Âm thanh MP3, WAV, eAAC+, WMA Video H.263, H.264, MP4                                                                              | NA | NA |
| Kết nối           | Jack tai nghe 3.5 mm Bluetooth 3.0 Wi-Fi (802.11 b/g/n @ 2.4 GHz) NFC Micro USB 2.0 Docking pins | Jack tai nghe 3.5 mm Bluetooth 3.0 Wi-Fi (802.11 b/g/n @ 2.4 GHz) NFC Micro USB 2.0 Docking pins | Jack tai nghe 3.5 mm Bluetooth 4.0 Wi-Fi dual-band (802.11 a/b/g/n @ 2.4 GHz & 5 GHz) NFC Micro USB 2.0 Qi wireless charging SlimPort | Jack tai nghe 3.5 mm Bluetooth 4.0 Wi-Fi dual-band (802.11 a/b/g/n @ 2.4 GHz & 5 GHz) NFC Micro USB 2.0 Qi wireless charging SlimPort                         | Jack tai nghe 3.5 mm Bluetooth 3.0 Wi-Fi (802.11 b/g/n @ 5,0 GHz; MIMO + HT40) Dual-side NFC Micro-HDMI Micro USB 2.0 Docking pins | Jack tai nghe 3.5 mm Bluetooth 4.1 Wi-Fi dual-band (802.11 a/b/g/n/ac @ 2.4 GHz & 5 GHz; 2x2 (MIMO)) NFC Micro USB 2.0 | Jack tai nghe 3.5 mm Bluetooth 4.1 Wi-Fi dual-band (802.11 a/b/g/n/ac @ 2.4 GHz & 5 GHz; 2x2 (MIMO)) NFC Micro USB 2.0 |
| Tham khảo         | [ 1 ]                                                                                            | [ 2 ]                                                                                            | [ 3 ] | [ 3 ] | [ 4 ] | [ 5 ] | [ 5 ] |